# 김한규 (1940년)
김한규(1940년 12월 1일~)는 대한민국의 정치인이다. 제13·14대 국회의원을 지냈다.

## 역대 선거 결과
|  | 42.41% |

|  | 48.96% |

|  | 31.98% |

|  | 19.71% |